# Phước Hậu, Cần Giuộc
Phước Hậu là một xã cũ thuộc huyện Cần Giuộc, tỉnh Long An, Việt Nam.

## Địa lý
Xã Phước Hậu nằm ở phía tây huyện Cần Giuộc, có vị trí địa lý:
- Phía đông giáp xã Mỹ Lộc
- Phía tây giáp huyện Cần Đước
- Phía nam giáp xã Phước Lâm
- Phía bắc giáp xã Long Thượng.

Xã có diện tích 9,37 km², dân số năm 1999 là 9.212 người, mật độ dân số đạt 983 người/km².

## Hành chính
Xã được chia thành 4 ấp: Long Giêng, Long Khánh, Trong, Ngoài.